# Mikrovalovi
Míkrovalóvi so elektromagnetni valovi z valovno dolžino od 1 metra do 1 milimetra (to je od 300 MHz do 300 GHz). Vključeno je tudi območje UHF (ultra visoke frekvence, 300 MHz do 3GHz) in EHF (ekstremno visoke frekvence, 30 do 300 GHz). Mikrovalovno območje torej vključuje celotno območje SHF (super visoke frekvence, 3 do 30 GHz). 

## Uporaba
Uporaba mikrovalov je zelo raznolika. Uporabljajo se v radarski tehniki, v mikrovalovnih pečicah, brezžičnih komunikacijah (GSM, WLAN, Bluetooth), navigaciji (GNSS, Beidou, GPS, GLONASS), astronomiji, spektroskopiji in še na nekaterih drugih področjih.

## Frekvenčni pasovi
Običajno je območje mikrovalov definirano v mejah med 1 GHz in 100 GHz. Nekatere starejše definicije pa uporabljajo tudi nižje frekvence. 
V naslednji razpredelnici so pasovi mikrovalovnih frekvenc kot jih je določila Radijska družba Velike Britanije (Radio Society of Great Britain ali RSGB).
| oznaka pasu | frekvenca      |
| ----------- | -------------- |
| L           | 1 do 2 GHz     |
| S           | 2 do 4 GHz     |
| C           | 4 do 8 GHz     |
| X           | 8 do 12 GHz    |
| Ku          | 12 do 18 GHz   |
| K           | 18 do 26,5 GHz |
| Ka          | 26,5 do 40 GHz |
| Q           | 30 do 50 GHz   |
| U           | 40 do 60 GHz   |
| V           | 50 do 75 GHz   |
| E           | 60 do 90 GHz   |
| W           | 75 do 110 GHz  |
| F           | 90 do 140 GHz  |
| D           | 110 do 170 GHz |